# مقاطعة كاميرون (لويزيانا)
مقاطعة كاميرون (بالإنجليزية: Cameron Parish, Louisiana)‏ هي إحدى مقاطعات ولاية لويزيانا في الولايات المتحدة. تأسست سنة 1870، وتبلغ مساحتها 5003 كم2، بلغ عدد سكانها 6839 نسمة في عام 2010 حسب إحصاء مكتب تعداد الولايات المتحدة وتصل الكثافة السكانية فيها 3 نسمة/كم2.

## أعلام
- دوغ كيرشاو

## وصلات خارجية
- United States Counties